# 바이투푸섬

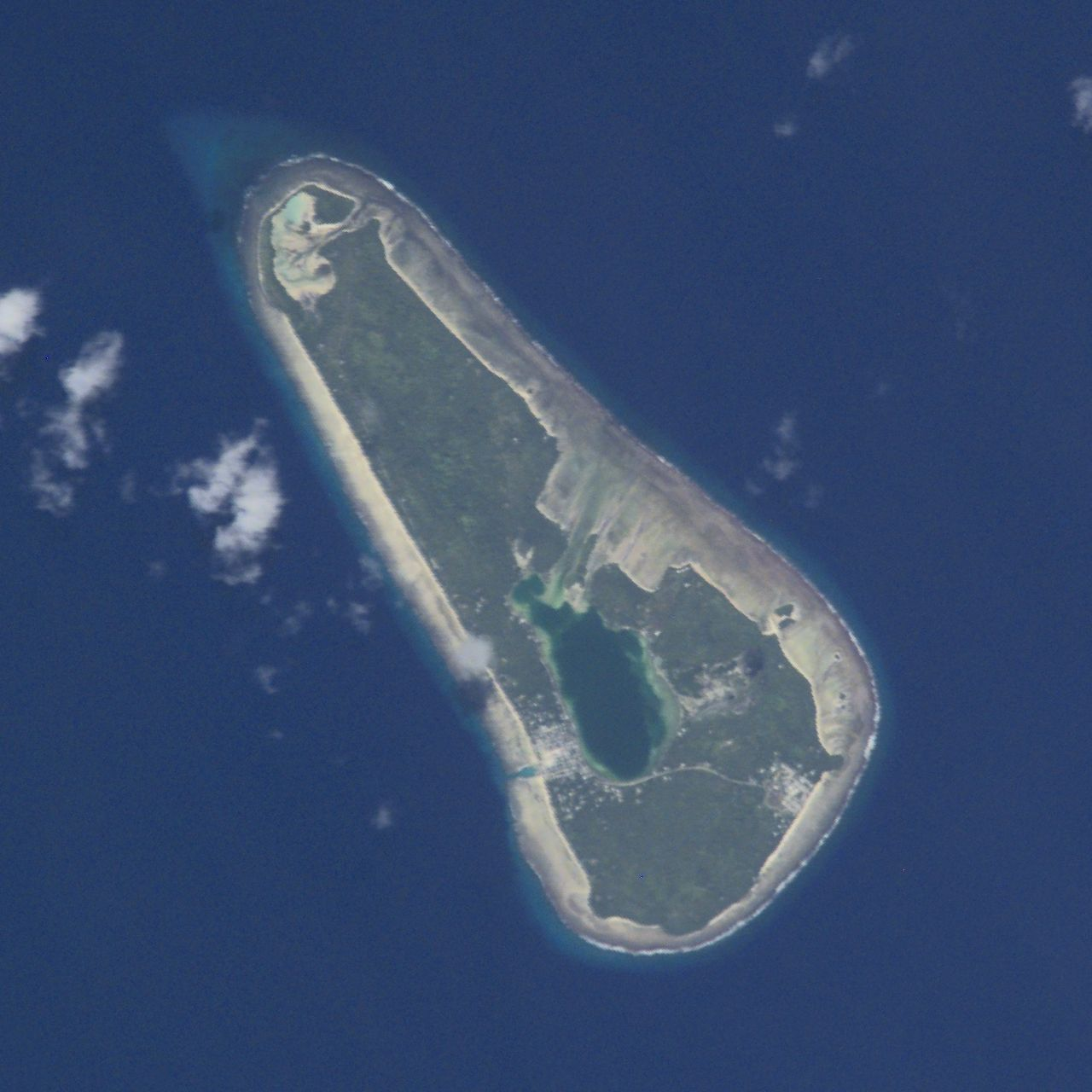
바이투푸섬 위성사진

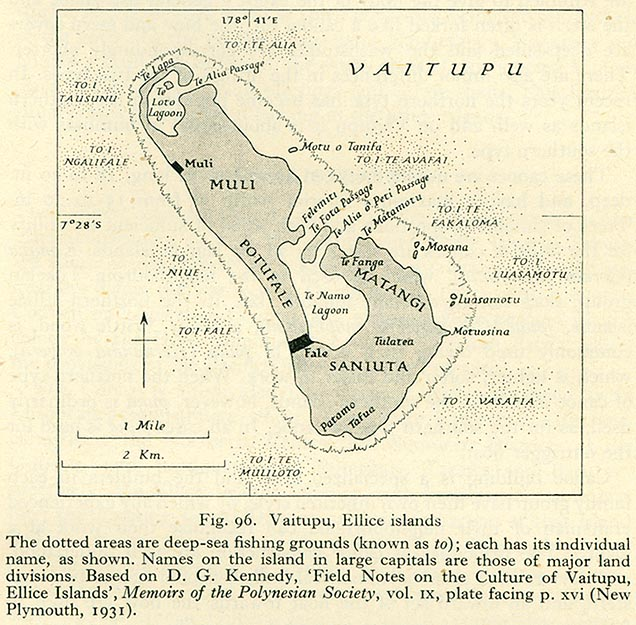
바이투푸섬을 묘사한 지도

바이투푸섬(Vaitupu)은 투발루의 환초로, 투발루에서 가장 큰 섬이며 투발루에서 두 번째로 인구가 많은 섬이다. 가장 큰 마을은 아사우(Asau)이며 면적은 5.6km2, 인구는 1,591명(2002년 기준)이다. 9개의 작은 섬으로 구성되어 있다.

## 같이 보기
- 투발루의 섬 목록